# Madeirawellenläufer

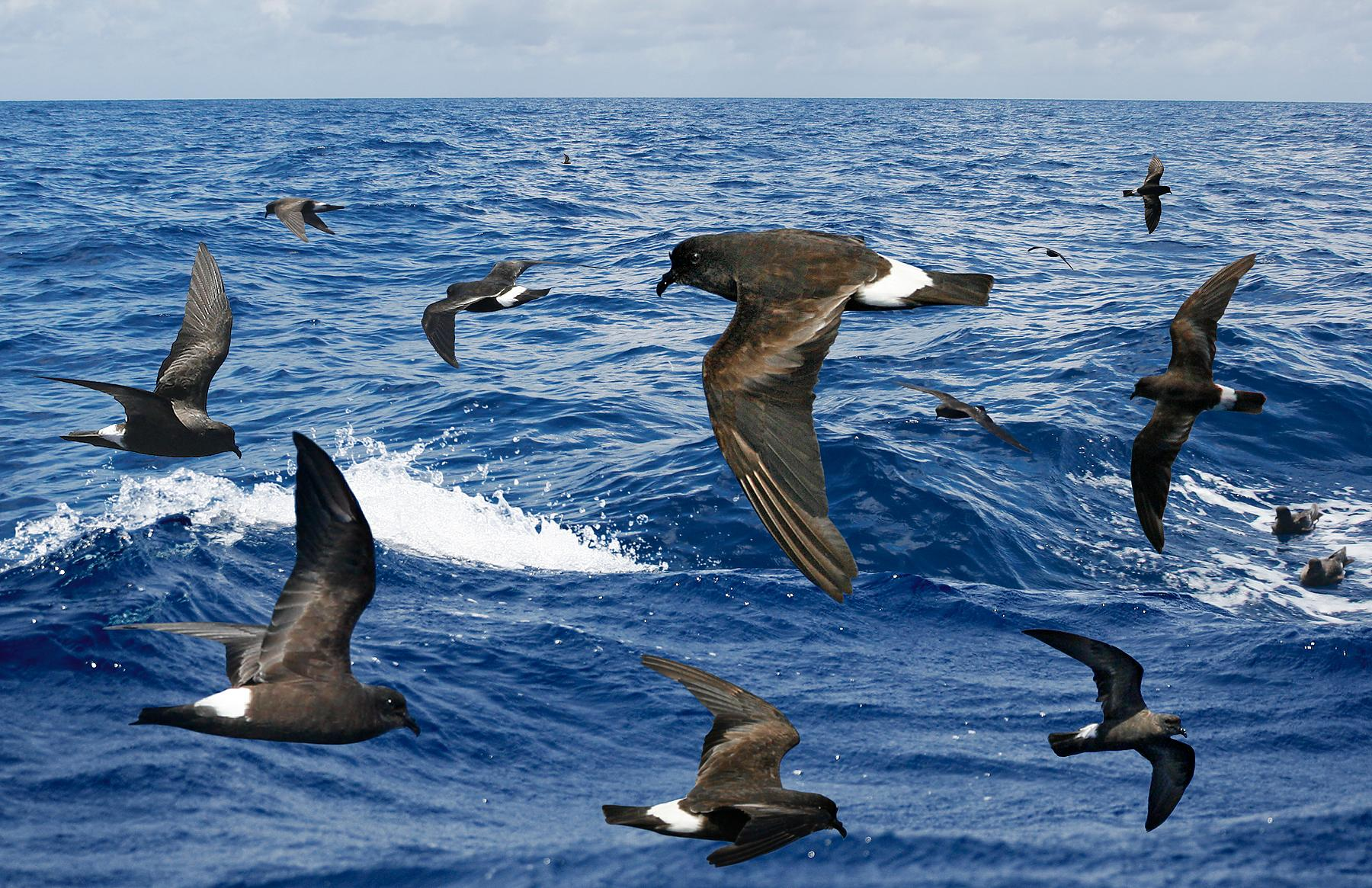
Madeirawellenläufer über dem Meer (Fotomontage)

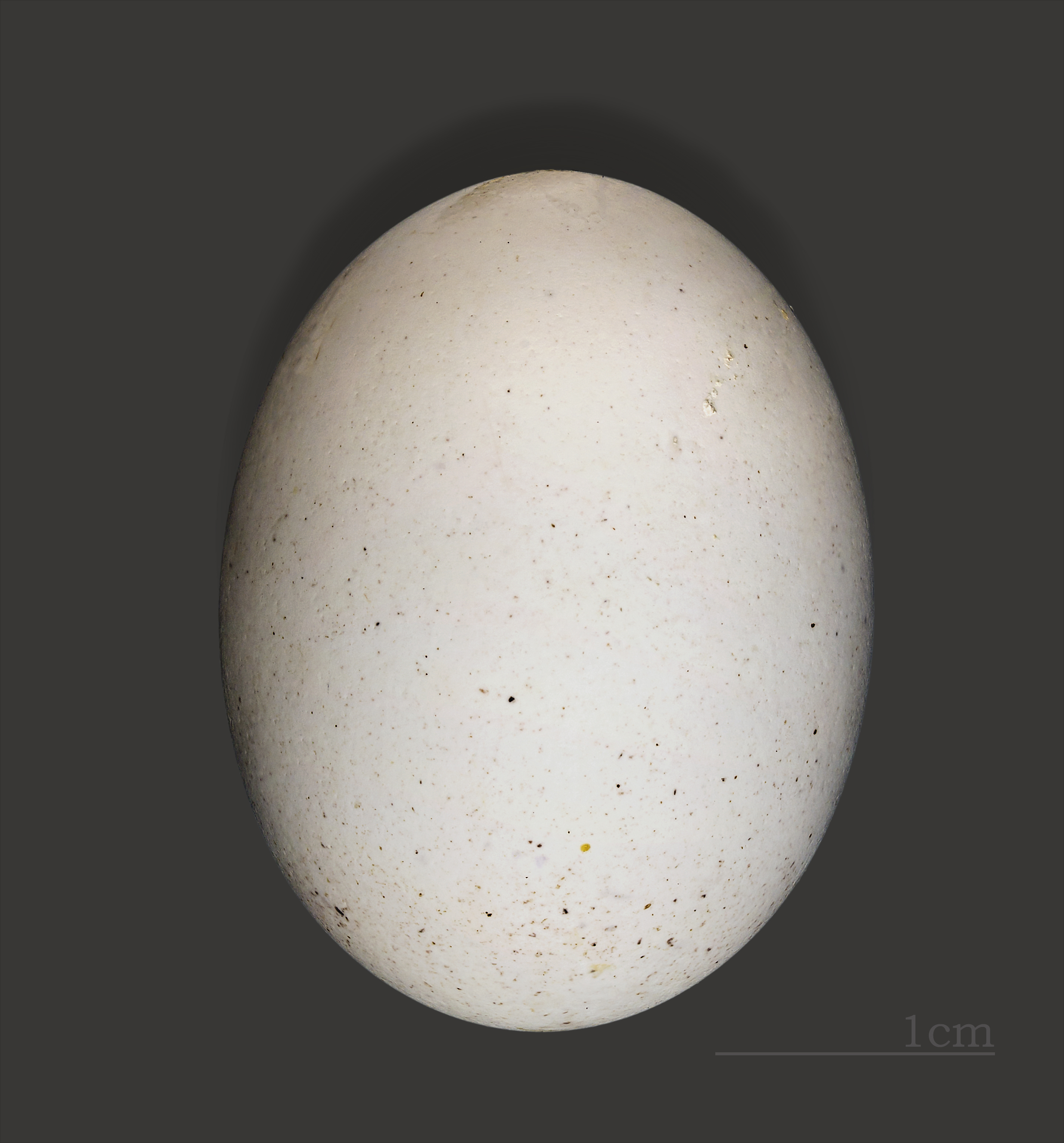
Ei des Madeirawellenläufers

Der Madeirawellenläufer (Hydrobates castro, Synonym: Oceanodroma castro) ist eine monotypische Art aus der Familie der Wellenläufer (Hydrobatidae). Sie kommt im östlichen Nordatlantik sowie im östlichen und westlichen Nordpazifik vor.

## Beschreibung
Der Madeirawellenläufer ist mit 19–21 cm Körperlänge kleiner als der recht ähnliche Wellenläufer. Aufgrund der Ähnlichkeit mit dieser Art ist er sehr schwer zu bestimmen. Er ist bis auf den weißen, viereckigen Bürzelfleck und einige Federn an Flanken und Unterschwanzdecken sehr dunkel. Die Oberseite ist rußschwarz, die Unterseite eher rußbraun, die Flügeldecken sind etwas aufgehellt. Dieses Band auf dem Armflügel fällt jedoch diffuser aus, als beim Wellenläufer. Die schwache Gabelung des Schwanzes ist auf See kaum zu erkennen. Der Flug ist gerader und schneller, als bei anderen, ähnlichen Arten, die Flügelschläge fallen schwächer aus.
Der Madeirawellenläufer wiegt zwischen 29 und 56 Gramm. Die Flügelspannweite beträgt zwischen 44 und 46 Zentimeter.

## Stimme
Die Art ruft nachts in ihren Bruthöhlen, aus denen ein gurrendes kr-r-r-r-r oder ein hohes tji-wih zu hören ist, das wie das Quietschen eines Fingers auf einer Glasplatte klingt.

## Verbreitung und Bestand
Die Brutareale dieser Sturmschwalbenart sind die Inseln des östlichen Nordatlantiks von den Azoren und Madeira bis Ascension und St. Helena. Die Art brütet außerdem im Pazifik östlich von Japan, auf der hawaiischen Insel Kauai sowie auf den Galapagos-Inseln. Die größten europäischen Brutbestände befinden sich auf den Azoren und auf Madeira. Auf den Azoren brüteten 1997 zwischen 900 und 1.250 Brutpaare und auf Madeira im Jahre 1994 zwischen 2.000 und 2.500 Brutpaare.
In Europa ist die Art ein seltener Ausnahmegast mit wenigen Nachweisen unter anderem in Großbritannien, Irland, Frankreich und Spanien. In Mitteleuropa wurde die Art bislang nur einmal im Dezember 1999 beobachtet, nachdem ein Individuum dieser Art durch Sturm bis in die Schweiz verdriftet wurde.

## Lebensweise
Der Lebensraum des Madeirawellenläufers sind ganzjährig warme, tiefe Meeresbereiche. Er brütet auf kleinen, unbewohnten Inseln. Die Kolonien befinden sich häufig in der Nähe von Brutkolonien der Weißgesicht-Sturmschwalbe. Die Nahrung besteht überwiegend aus Crustaceen und Fischen, die von der Wasseroberfläche aufgenommen werden. 

## Belege

### Einzelbelege
1. ↑  Svenson et al. S. 24, s. Literatur
2. ↑  Bauer et al., S. 209
3. ↑  Bauer et al., S. 209